# Sotto il sole di Riccione
Sotto il sole di Riccione es una película italiana de Netflix. Está dirigida por YouNuts!, con Isabella Ferrari, Tiffany Robinson, Cristiano Caccamo, Lorenzo Zurzolo y Luca Ward.

## Reparto
- Cristiano Caccamo como Ciro.
- Isabella Ferrari como Irene.
- Tiffany Robinson como Sabrina.
- Luca Ward como Lucio.
- Lorenzo Zurzolo como Vincenzo.
- Saul Nanni como Marco.